# Galériaerdő

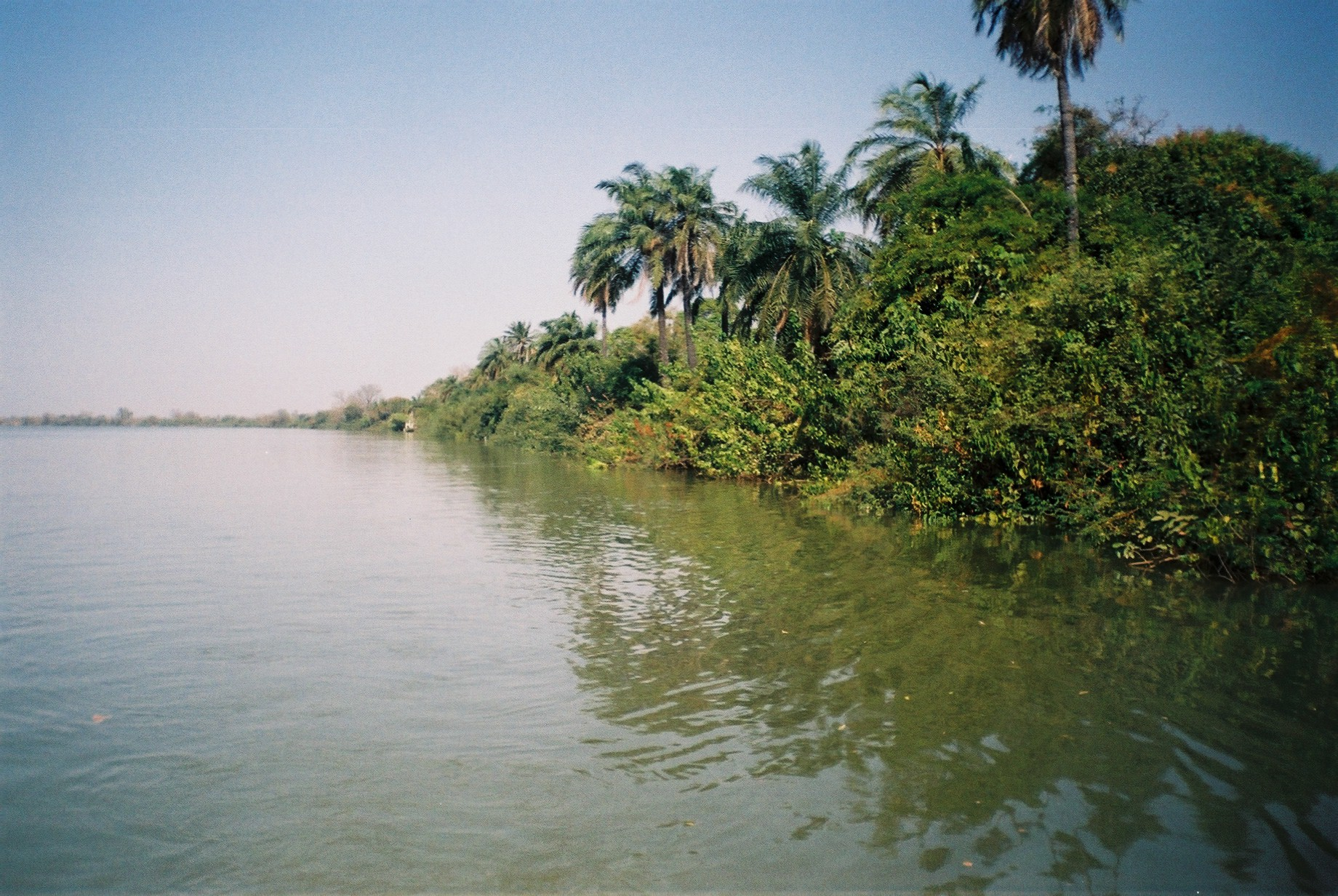
Galériaerdő a Gambia-folyó mentén

A galériaerdők a folyók mentén kialakult, többnyire örökzöld erdők, amelyek a folyók vagy a állóvizek partja mentén, folyosót kialakítva követik a nedves területeket. A galériaerdők benyúlnak a környező, másként szárazabb területekre, például a szavannákra, rétekre vagy sivatagok területére.
A galériaerdők olyan területeken is megélnek, melyeken a környező táj nem lenne képes erdő fenntartására. A folyók menti átmeneti zónák, melyben a galériaerdők fejlődnek, erdőtűz esetén nagyobb védelmet nyújtanak a magoncoknak, melyek egyébként elpusztulnának a tűzben. Emellett a galériaerdők élőhelyén található hordalékos talaj gyakran termékenyebb és jobb vízelvezetésű, mint a környező területek talaja, mélyebben viszont jobb a vízutánpótlása. Emiatt a galériaerdő és környező terület közötti határ általában éles, az ökoton csak néhány méter széles. A galériaerdők sűrűk,  és több szintűek is lehetnek
A galériaerdők kiterjedése az emberi tevékenység következtében világszerte csökken. A legeltetett háziállatok a magról történő kihajtást akadályozzák, a folyókon épített gátak és duzzasztók megváltoztatják az ártér vízellátását vagy a folyók természetes folyását. Ezeken a tényezőkön túl a galériaerdőket ugyanazoknak a folyamatoknak egy része is veszélyezteti, melyek a szavannák ökológiájára is hatnak (erdőtűz, legeltetés, fakitermelés, invazív növények, klímaváltozás stb.).

## Magyarországon

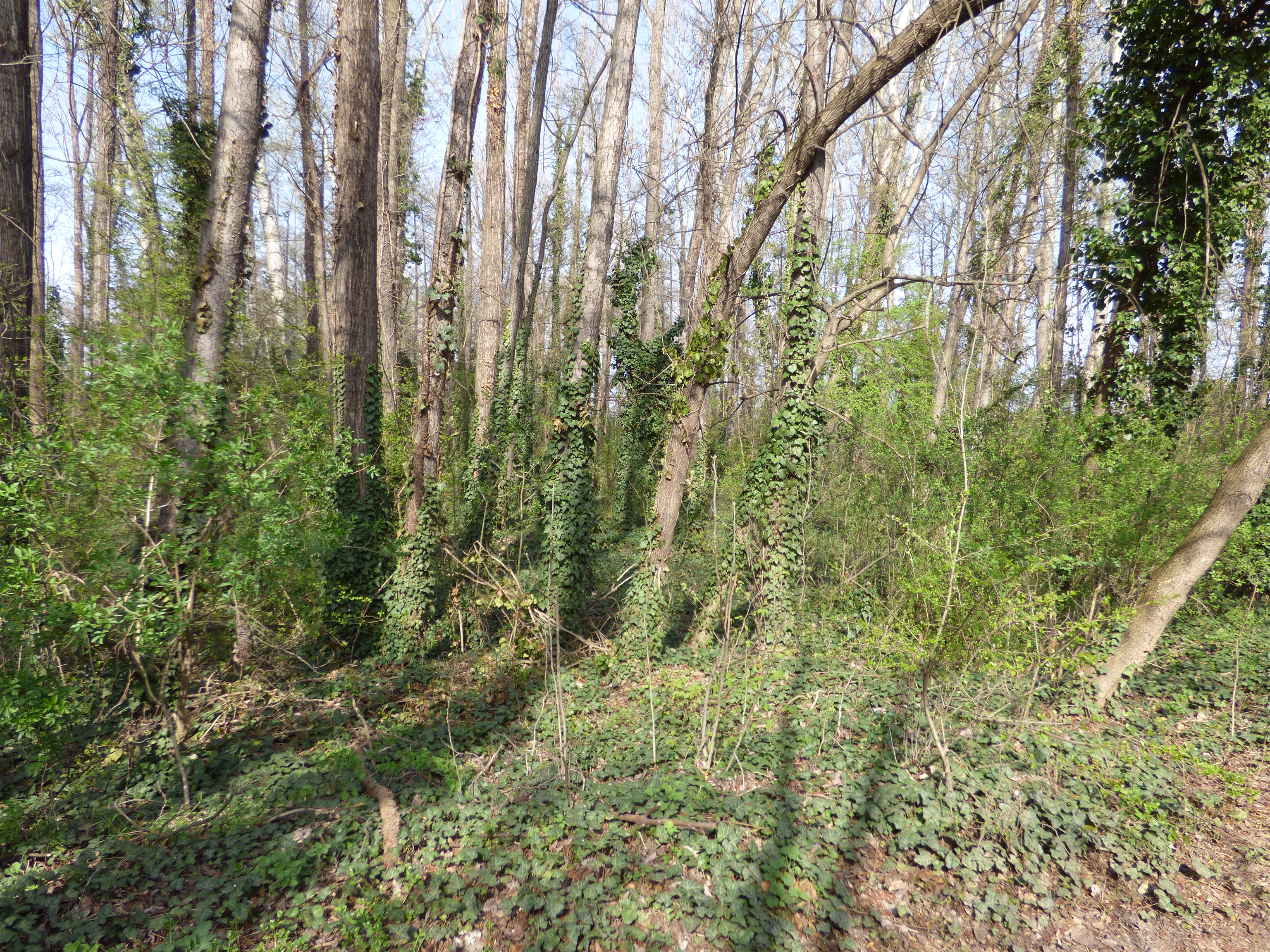
Galériaerdő a Ráckevei-Duna mellett Szigetszentmiklósnál

A galériaerdőknek a Kárpát-medencében lombhullató típusai fejlődtek ki. Ezek a
- keményfaligetek közé tartozó tölgy-kőris-szil ligeterdők avagy folyóparti keményfaligetek (Ulmenion) Oberd. 1953 és a
- folyóparti füzesek (Salicetea purpureae Moor 1958) közé tartozó puhafaligetek (Salicion albae) Soó, 1930 em. T. Müller & Görs.